# Liste des gratte-ciel de la province de Barcelone
Depuis la construction de l'edificio Colón en 1970, 14 immeubles de plus de 100 mètres de haut ont été construits dans la province de Barcelone, en Espagne.

## Bâtiments de plus de 100 mètres

### Bâtiments construits

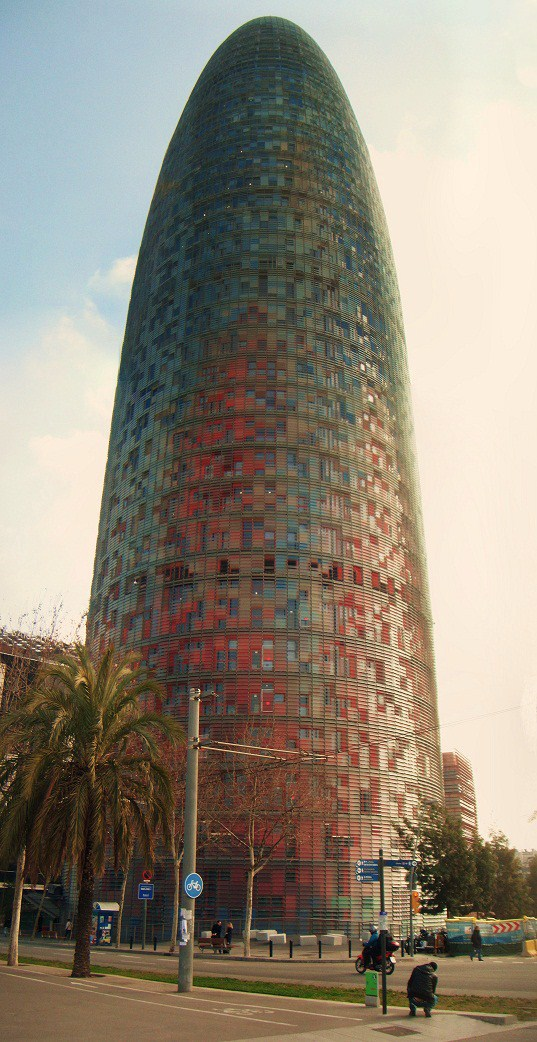
Tour Glòries

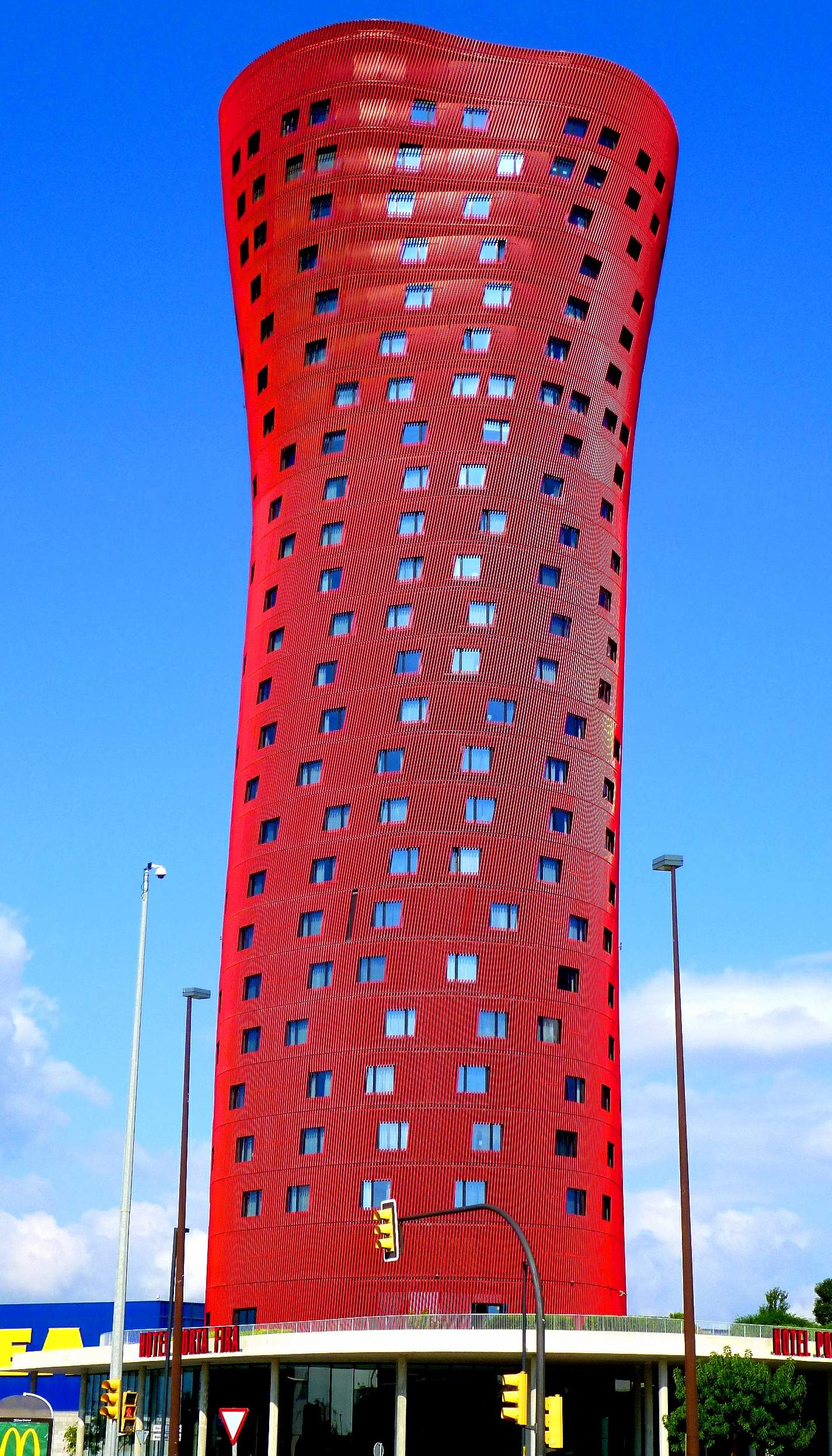
Hotel Porta Fira

| Rang | Nom                              | Année | Utilisation    | Hauteur (m) | Étages | Localisation              |
| ---- | -------------------------------- | ----- | -------------- | ----------- | ------ | ------------------------- |
| 1    | Hôtel Arts                       | 1992  | Hôtel          | 154         | 44     | Barcelone                 |
| 1    | Tour Mapfre                      | 1992  | Bureaux        | 154         | 40     | Barcelone                 |
| 3    | Tour Glòries                     | 2004  | Bureaux        | 144         | 33     | Barcelone-22@             |
| 4    | Hôtel Melia Barcelona Sky        | 2008  | Hôtel          | 115         | 31     | Barcelone-22@             |
| 5    | Hotel Porta Fira                 | 2010  | Hôtel          | 113         | 26     | L'Hospitalet de Llobregat |
| 6    | Torre Realia BCN                 | 2009  | Bureaux        | 112         | 24     | L'Hospitalet de Llobregat |
| 7    | Edifici Colon                    | 1970  | Administration | 110         | 28     | Barcelone                 |
| 7    | Diagonal Zero Zero               | 2011  | Bureaux        | 110         | 25     | Barcelone-22@             |
| 9    | Hotel Princess Barcelona         | 2004  | Hôtel          | 109         | 26     | Barcelone                 |
| 9    | Puig Headquarters Tower          | 2014  | Bureaux        | 109         | 22     | L'Hospitalet de Llobregat |
| 11   | Hesperia Tower                   | 2006  | Hôtel          | 105         | 28     | L'Hospitalet de Llobregat |
| 11   | Renaissance Barcelona Fira Hotel | 2012  | Hôtel          | 105         | 26     | L'Hospitalet de Llobregat |
| 13   | Torre Werfen                     | 2009  | Bureaux        | 104         | 25     | L'Hospitalet de Llobregat |
| 13   | Torre Inbisa                     | 2008  | Bureaux        | 104         | 25     | L'Hospitalet de Llobregat |

Classement au 18 avril 2015.

## Bâtiments entre 70 et 100 mètres

### Bâtiments construits
| Rang | Nom                                                          | Ville                     | Hauteur | Étages | Construction |
| ---- | ------------------------------------------------------------ | ------------------------- | ------- | ------ | ------------ |
| 20   | Catedral de Barcelona                                        | Barcelone                 | 90 m    | -      | 1890         |
| 21   | AC Hotel                                                     | Barcelone                 | 88 m    | 22     | 2004         |
| 21   | Oficines del Consorci de la Zona Franca                      | Barcelone                 | 88 m    | 22     | 2004         |
| 23   | Bloc Badalona I (Centrale thermique de Badalone-Sant Adrià)  | Badalone                  | 87 m    | -      | 1968         |
| 23   | Bloc Badalona II (Centrale thermique de Badalone-Sant Adrià) | Badalone                  | 87 m    | -      | 1968         |
| 25   | Torre Nova Diagonal                                          | Barcelone                 | 86 m    | 22     | 2006         |
| 25   | Torre Mare Nostrum                                           | Barcelone                 | 86 m    | 22     | 2005         |
| 27   | Hilton Diagonal Mat                                          | Barcelone                 | 85 m    | 25     | 2004         |
| 27   | Torre la Caixa I                                             | Barcelone                 | 85 m    | 26     | 1974         |
| 29   | Banco Atlantico                                              | Barcelone                 | 83 m    | 23     | 1961         |
| 30   | Depuradora Sant Adria                                        | Sant Adrià de Besòs       | 80 m    | -      | ?            |
| 30   | Hospital de Bellvitge                                        | L'Hospitalet de Llobregat | 80 m    | 22     | 1972         |
| 30   | Torre Allianz                                                | Barcelone                 | 80 m    | 20     | -            |
| 30   | Torre Macia                                                  | Barcelone                 | 80 m    | 20     | -            |
| 30   | Torre Nunez y Navarro                                        | Barcelone                 | 80 m    | 20     | -            |
| 35   | Torre Sant Sebastia                                          | Barcelone                 | 78 m    | -      | 1931         |
| 35   | Edificio Tarragona                                           | Barcelone                 | 78 m    | 22     | 1998         |
| 37   | Vitalicio Seguros                                            | Barcelone                 | 75 m    | 17     | 1921         |
| 38   | Edificio Altalaya                                            | Barcelone                 | 71 m    | 22     | 1971         |
| 39   | Illa del Lac 1                                               | Barcelone                 | 70 m    | 22     | 2002         |
| 39   | Illa del Lac 2                                               | Barcelone                 | 70 m    | 22     | 2002         |
| 39   | Illa del Cel 1                                               | Barcelone                 | 70 m    | 22     | 2003         |
| 39   | Torre Urquinaona                                             | Barcelone                 | 70 m    | 21     | 1973         |
| 39   | Torre Meridiana                                              | Barcelone                 | 70 m    | 18     | 2006         |

## Autres structures
Ce paragraphe liste les structures de l'agglomération barcelonaise de plus de 100 m de haut qui ne sont pas des immeubles.
| Rang | Nom                 | Ville     | Hauteur | Étages | Construction |
| ---- | ------------------- | --------- | ------- | ------ | ------------ |
| 1    | Torre de Collserola | Barcelone | 288 m   | 13     | 1992         |
| 2    | Les tres xemeneies  | Badalone  | 200 m   | -      | 1972         |
| 3    | Torre Montjuïc      | Barcelone | 136 m   | -      | 1992         |
| 4    | Sagrada Familia     | Barcelone | 120 m   | -      | -            |
| 5    | Torre Jaume I       | Barcelone | 107 m   | -      | 1931         |